# Verbka, Camenița
Verbka (în ucraineană Вербка) este un sat în comuna Humenți din raionul Camenița, regiunea Hmelnîțkîi, Ucraina.

## Demografie
Componența lingvistică a localității Verbka
     Ucraineană (99,08%)
     Alte limbi (0,78%)
Conform recensământului din 2001, majoritatea populației localității Verbka era vorbitoare de ucraineană (99,08%), existând în minoritate și vorbitori de alte limbi.